# Florencia Labat
Maria Florencia Labat (Buenos Aires, 12 juni 1971) is een voormalig professioneel tennisspeelster uit Argentinië. Haar professionele loopbaan liep van 1988 tot en met 2000.

## Loopbaan
In het enkelspel bereikte Labat viermaal de finale van een WTA-toernooi, maar wist er geen titel te winnen. Wel won zij zeven enkelspeltitels in het ITF-circuit.
Haar beste resultaat op een grandslamtoernooi was de vierde ronde: op Wimbledon in 1994 en op het US Open in 1992 en 1997. In 1994 bereikte zij haar hoogste positie op de WTA-ranglijst enkelspel: de 26e plaats.
Op de Pan-Amerikaanse Spelen 1995 in Mar del Plata (Argentinië) behaalde zij in de afdeling "Tennis – vrouwenenkelspel" een gouden medaille.
Zij nam driemaal deel aan de Olympische Zomerspelen, namelijk in 1992, 1996 en 2000.
Haar mooiste overwinning is die op Patty Schnyder, die Labat als kwalificante in de eerste ronde van het WTA-toernooi van Montreal van 1998 ontmoette – zij versloeg de Zwitserse (die op dat moment de nummer 10 van de wereld was) met 6–4 en 6–3.
In het dubbelspel wist Labat verscheidene toernooien te winnen. Naast zeven titels op de WTA-tour behaalde zij vier toernooizeges in het ITF-circuit.
Haar beste dubbelspelresultaat op een grandslamtoernooi was de kwartfinale op het Australian Open in 1999. In datzelfde jaar bereikte zij haar hoogste positie op de WTA-ranglijst dubbelspel: de 27e plaats.
Ook in het gemengd dubbelspel bereikte zij tweemaal de kwartfinale, eenmaal op Wimbledon 1994 (met de Venezolaan Maurice Ruah) en nogmaals op het Australian Open 2000 (met landgenoot Mariano Hood).
In de periode 1989–2000 maakte Labat deel uit van het Argentijnse Fed Cup-team – zij behaalde daar een winst/verlies-balans van 24–17. In 1993 bereikten zij de halve finale van de Wereldgroep, na winst tegen Nieuw-Zeeland, Bulgarije en de Verenigde Staten – in de halve finale moesten zij het veld ruimen voor de Australische dames.

## Posities op deWTA-ranglijst
Positie per einde seizoen:
| jaar | rang enkelspel | rang dubbelspel |
| ---- | -------------- | --------------- |
| 1988 | 288            | –               |
| 1989 | 77             | 138             |
| 1990 | 102            | 109             |
| 1991 | 56             | 68              |
| 1992 | 52             | 52              |
| 1993 | 51             | 52              |
| 1994 | 38             | 134             |
| 1995 | 56             | 125             |
| 1996 | 42             | 88              |
| 1997 | 39             | 49              |
| 1998 | 64             | 39              |
| 1999 | 116            | 46              |
| 2000 | 106            | 87              |

## Palmares
| Legenda                |
| ---------------------- |
| Grandslamtoernooi      |
| Olympische Spelen      |
| Year-End Championships |
| Tier I                 |
| Tier II                |
| Tier III               |
| Tier IV & V            |

### WTA-finaleplaatsen enkelspel
| nr.              | finale     | toernooi      | ondergrond | tegenstandster    | score         |
| ---------------- | ---------- | ------------- | ---------- | ----------------- | ------------- |
| gewonnen finales |            |               |            |                   |               |
| geen             |            |               |            |                   |               |
| verloren finales |            |               |            |                   |               |
| 1.               | 1993-10-31 | WTA Curitiba  | gravel     | Sabine Hack       | 2-6, 0-6      |
| 2.               | 1994-01-09 | WTA Brisbane  | hardcourt  | Lindsay Davenport | 1-6, 6-2, 3-6 |
| 3.               | 1994-04-24 | WTA Singapore | hardcourt  | Naoko Sawamatsu   | 5-7, 5-7      |
| 4.               | 1994-05-01 | WTA Jakarta   | hardcourt  | Yayuk Basuki      | 4-6, 6-3, 6-7 |

### WTA-finaleplaatsen vrouwendubbelspel
| nr.              | finale     | toernooi        | ondergrond | partner             | tegenstandsters                   | score         |         |
| ---------------- | ---------- | --------------- | ---------- | ------------------- | --------------------------------- | ------------- | ------- |
| gewonnen finales |            |                 |            |                     |                                   |               |         |
| 1.               | 1991-05-05 | WTA Tarente     | gravel     | Alexia Dechaume     | Laura Golarsa Ann Grossman        | 6-2, 7-5      | details |
| 2.               | 1991-10-27 | WTA San Juan    | hardcourt  | Rika Hiraki         | Sabine Appelmans Camille Benjamin | 6-3, 6-3      | details |
| 3.               | 1992-07-12 | WTA Kitzbühel   | gravel     | Alexia Dechaume     | Amanda Coetzer Wiltrud Probst     | 6-3, 6-3      | details |
| 4.               | 1992-07-26 | WTA San Marino  | gravel     | Alexia Dechaume     | Sandra Cecchini Laura Garrone     | 7-6, 7-5      | details |
| 5.               | 1992-08-30 | WTA Schenectady | hardcourt  | Alexia Dechaume     | Ginger Helgeson Shannan McCarthy  | 6-3, 1-6, 6-2 | details |
| 6.               | 1998-05-23 | WTA Madrid      | gravel     | Dominique Van Roost | Rachel McQuillan Nicole Pratt     | 6-3, 6-1      | details |
| 7.               | 2000-05-27 | WTA Straatsburg | gravel     | Sonya Jeyaseelan    | Kim Grant María Vento             | 6-4, 6-3      | details |
| verloren finales |            |                 |            |                     |                                   |               |         |
| 1.               | 1990-07-13 | WTA Palermo     | gravel     | Barbara Romanò      | Laura Garrone Karin Kschwendt     | 2-6, 4-6      | details |
| 2.               | 1993-08-01 | WTA San Marino  | gravel     | Barbara Rittner     | Sandra Cecchini Patricia Tarabini | 3-6, 2-6      | details |
| 3.               | 1993-08-29 | WTA Schenectady | hardcourt  | Barbara Rittner     | Rachel McQuillan Claudia Porwik   | 6-4, 4-6, 2-6 | details |
| 4.               | 1996-07-21 | WTA Palermo     | gravel     | Barbara Rittner     | Janette Husárová Barbara Schett   | 1-6, 2-6      | details |
| 5.               | 1997-06-22 | WTA Rosmalen    | gras       | Karina Habšudová    | Eva Melicharová Helena Vildová    | 3-6, 6-7      | details |
| 6.               | 1997-07-20 | WTA Palermo     | gravel     | Mercedes Paz        | Silvia Farina Barbara Schett      | 6-2, 1-6, 4-6 | details |
| 7.               | 1997-11-23 | WTA Pattaya     | hardcourt  | Dominique Van Roost | Kristine Kunce Corina Morariu     | 3-6, 4-6      | details |
| 8.               | 1998-08-09 | WTA Istanbul    | hardcourt  | Åsa Svensson        | Meike Babel Laurence Courtois     | 0-6, 2-6      | details |
| 9.               | 1999-10-10 | WTA São Paulo   | gravel     | Janette Husárová    | Laura Montalvo Paola Suárez       | 7-6, 5-7, 5-7 | details |
| 10.              | 2000-02-20 | WTA São Paulo   | gravel     | Janette Husárová    | Laura Montalvo Paola Suárez       | 7-5, 4-6, 3-6 | details |

## Resultaten grandslamtoernooien
| Legenda | Legenda                          |
| ------- | -------------------------------- |
| g.t.    | geen toernooi gehouden           |
| l.c.    | lagere categorie                 |
| –       | niet deelgenomen                 |
| G       | uitgeschakeld in de groepsfase   |
| 1R      | uitgeschakeld in de eerste ronde |
| 2R      | uitgeschakeld in de tweede ronde |
| 3R      | uitgeschakeld in de derde ronde  |
| 4R      | uitgeschakeld in de vierde ronde |
| KF      | uitgeschakeld in de kwartfinale  |
| HF      | uitgeschakeld in de halve finale |
| F       | de finale verloren               |
| W       | het toernooi gewonnen            |
| w-v     | winst/verlies-balans             |

### Enkelspel
| toernooi        | 1989 | 1990 | 1991 | 1992 | 1993 | 1994 | 1995 | 1996 | 1997 | 1998 | 1999 | 2000 |
| --------------- | ---- | ---- | ---- | ---- | ---- | ---- | ---- | ---- | ---- | ---- | ---- | ---- |
| Australian Open | –    | –    | –    | 1R   | 2R   | 2R   | 1R   | 2R   | 2R   | 3R   | 2R   | 3R   |
| Roland Garros   | –    | 1R   | 2R   | 1R   | 3R   | 1R   | 3R   | 1R   | 2R   | 1R   | –    | 2R   |
| Wimbledon       | –    | 1R   | –    | 1R   | 3R   | 4R   | 2R   | 3R   | 3R   | 1R   | –    | 2R   |
| US Open         | 2R   | 1R   | 3R   | 4R   | 1R   | 1R   | 3R   | 2R   | 4R   | 1R   | –    | 1R   |

### Vrouwendubbelspel
| toernooi        | 1989 | 1990 | 1991 | 1992 | 1993 | 1994 | 1995 | 1996 | 1997 | 1998 | 1999 | 2000 |
| --------------- | ---- | ---- | ---- | ---- | ---- | ---- | ---- | ---- | ---- | ---- | ---- | ---- |
| Australian Open | –    | –    | –    | 1R   | 3R   | 1R   | 2R   | 1R   | 1R   | 1R   | KF   | 3R   |
| Roland Garros   | –    | 1R   | 2R   | 2R   | 1R   | 2R   | 2R   | –    | 2R   | 2R   | 3R   | 1R   |
| Wimbledon       | –    | –    | –    | 2R   | 1R   | 1R   | 1R   | 1R   | 1R   | 3R   | 3R   | 1R   |
| US Open         | 1R   | 1R   | 1R   | 1R   | 2R   | 1R   | 2R   | 2R   | 2R   | 2R   | 2R   | 1R   |

### Gemengd dubbelspel
| toernooi        | 1990 | 1991 | 1992 | 1993 | 1994 |    | 1997 | 1998 | 1999 | 2000 |
| --------------- | ---- | ---- | ---- | ---- | ---- | -- | ---- | ---- | ---- | ---- |
| Australian Open | –    | –    | –    | –    | –    | –  | –    | 1R   | KF   |      |
| Roland Garros   | 1R   | 1R   | 2R   | 2R   | –    | 2R | 2R   | –    | –    |      |
| Wimbledon       | –    | –    | –    | 1R   | KF   | 2R | 2R   | 2R   | –    |      |
| US Open         | –    | –    | –    | –    | –    | –  | 1R   | 2R   | –    |      |